# Rabarbaro Zucca

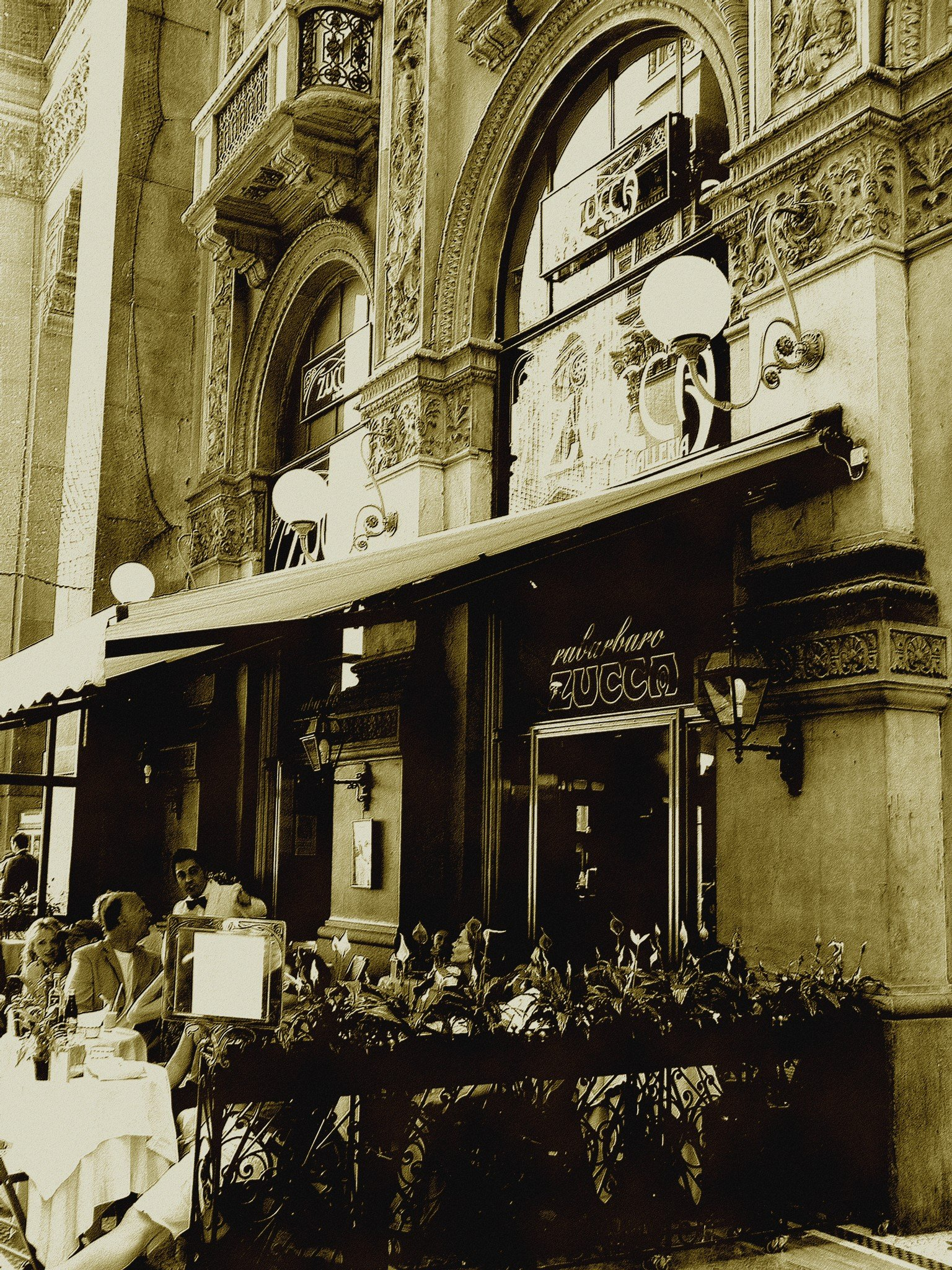
Caffè Zucca.

Le Rabarbaro Zucca est un amer italien à base de rhubarbe, comme la première partie de son nom l'indique.
En revanche, il ne contient pas de courge (zucca en italien) d'aucune espèce que ce soit, mais tire son nom commercial de son créateur, Ettore Zucca, qui l'inventa en 1845 à Milan. Il est aujourd'hui propriété du groupe ILLVA Saronno.

## Caractéristiques
Il prend naturellement le goût de rhubarbe à la suite d'une infusion de 10 jours de rhizomes de rhubarbe et acquiert ainsi une saveur douce amère.
Il contient en outre des pelures d'orange amère, des graines de cardamome, du quinquina et comme les autres amers un mélange d'herbes aromatiques.
Titrant 16°, il est en règle générale pris en apéritif, sec ou rallongé à l'eau gazeuse et avec des glaçons, frais ou moins fréquemment dans un verre chambré.

## Publicité
Diverses publicités et objets dérivés depuis les années 1960 montrent une jeune femme asiatique habillée en rouge agenouillée et bras tendu formant ainsi le Z de Zucca, évoquant l'origine et l'utilisation médicinale chinoise de la rhubarbe.
Aujourd'hui, la bouteille porte le nom en lettres rouges et verticalement de bas en haut.
De 1996 à janvier 2012, le nom de Caffè Zucca est donné à l'ancien Caffè Camparino, haut lieu de la tradition de l'apéritif milanais.